# Šumet (Proložac)
Šumet je naselje u općini Proložac, u Splitsko-dalmatinskoj županiji. 

## Zemljopis
Naselje se nalazi južno od Donjeg Prološca.

## Stanovništvo
Od 1991. iskazuje se kao samostalno naselje nastalo izdvajanjem dijela područja naselja Krivodol. Iskazuje se od 1880. kao dio naselja. U 1869. i 1921. podaci su sadržani u naselju Donji Proložac, a u 1953. i 1961. u naselju Krivodol, općina Podbablje. U 1931. sadrži dio podataka za naselje Krivodol, općina Podbablje.
| broj stanovnika |       |       | 98    | 116   | 142   | 172   |       | 533   | 298   |       |       | 283   | 305   | 307   | 313   | 324   | 304   |
|                 | 1857. | 1869. | 1880. | 1890. | 1900. | 1910. | 1921. | 1931. | 1948. | 1953. | 1961. | 1971. | 1981. | 1991. | 2001. | 2011. | 2021. |